# Черноморск (торговый порт)
Морской торговый порт Черноморск (до 2016 года — Ильичёвский морской торговый порт) — международный высокомеханизированный универсальный транспортный узел, специализирующийся на перевалке генеральных, наливных, насыпных и навалочных грузов.
Через порт осуществляются международные связи Украины почти со 100 странами мира.
Черноморский морской торговый порт, один из крупнейших портов Украины, находится на берегах Сухого лимана в 12 милях к юго-западу от Одессы.
Расположение порта в глубоководном лимане, соединённом с морем входным каналом, создаёт естественную защищённость акватории от волн и течений, а также благоприятствует круглогодичной навигации. При появлении льда проводку осуществляют буксиры порта.
Достаточные глубины на водных подходах и в акватории, отсутствие сложных подходных каналов, узостей, протоков благоприятствуют навигации крупнотоннажного флота. Температурный, ветровой и волновой режимы в порту создают комфортные условия для приёма судов.
Развитая инфраструктура связей со смежными видами транспорта, в первую очередь железнодорожным и автомобильным, и близость автомагистрали Киев — Одесса — позволяет эффективно доставлять грузы. Порт предоставляет полный комплекс стивидорных услуг круглогодично 24 часа в сутки.
Рядом с портом и на его территории функционирует широкая сеть агентских и экспедиторских фирм.
Действуют международные паромные переправы Черноморск — Варна (Болгария), Черноморск — Поти и Черноморск — Батуми (Грузия). В порту был реализован международный транспортный проект по обработке регулярного контейнерного поезда «Викинг», следующего по маршруту Черноморск — Киев — Минск — Вильнюс — Клайпеда и в обратном направлении.
Порт имеет производственные мощности для перевалки грузов в объёме более 32 млн т. в год, причальную линию общей протяжённостью около 6000 м, складские площади, позволяющие разместить 1,5 млн т. различных грузов, портальные краны грузоподъёмностью от 5 до 40 тонн, тягачи, автомобильные краны, более 50 км железнодорожных путей, оснащённых необходимым перегрузочным оборудованием с вагонооборотом до 1300 вагонов в сутки, автодорожную инфраструктуру с развитой сетью внутренних автомобильных дорог.
В состав порта входит вспомогательный флот, включающий буксиры, плавучие краны грузоподъёмностью до 300 тонн, танкеры-бункеровщики, плавучий зерноперегрузчик, лоцманские катера, нефтемусороуборочные и другие плавсредства.
В связи с реформой портовой отрасли в июне 2013 г. из состава ГП «ИМТП» был выделен Ильичёвский филиал «Администрации морских портов Украины», который принял на себя функции управления портовыми стратегическими объектами (причалы, канал, акватория) под руководством начальника филиала. А оставшийся ГП «ИМТП» был преобразован в государственную стивидорную компанию, которой будет руководить директор. Таким образом с июня 2013 должность начальника порта упразднена.
В 2016 году в рамках декоммунизации предприятие получило название "Морской торговый порт «Черноморск».
3—4 августа 2018 года прошли праздничные мероприятия, посвящённые 60-летию начала производственной деятельности порта.